# Dystrykt Ambatolampy
Ambatolampy – dystrykt Madagaskaru z siedzibą w Ambatolampy, wchodzący w skład regionu Vakinankaratra.

## Demografia
Liczba ludności w 1993 roku wynosiła 169 045 osób, zaś w 2011 oszacowano ją na 242 722 mieszkańców.

## Gospodarka
Gospodarka dystryktu opiera się na rolnictwie: kukurydzy, manioku, ryżu, owocach i huertach.

## Podział administracyjny
W skład dystryktu wchodzi 18 gmin (kaominina):
- Ambatolampy
- Ambatondrakalavao
- Ambodifarihy Fenomanana
- Ambohipihaonana
- Andranovelona
- Andravola Vohipeno
- Andriambilany
- Antakasina
- Antanamalaza
- Antanimasaka
- Antsampandrano
- Behenjy
- Belambo
- Manjakatompo
- Morarano
- Sabotsy Namatoana
- Tsiafajavona Ankaratra
- Tsinjoarivo